# Fanny Moser (zoöloge)
Fanny Moser (Badenweiler, 25 mei 1872 - Zürich, 24 februari 1953) was een Zwitserse zoöloge.

## Biografie
Fanny Moser was een dochter van de Zwitserse industrieel Heinrich Moser en van Fanny von Sulzer-Wart. Ze was een zus van Mentona Moser en een halfzus van Henri Moser-Charlottenfels. Na het overlijden van haar vader bracht ze haar jeugd door in Wädenswil. In 1903 huwde ze de Tsjechische muzikant Jaroslav Hoppe, die in 1927 overleed.
Ze volgde aanvankelijk les in het jongensinstituut van Lausanne en studeerde nadien geneeskunde aan de Universiteit van Freiburg (Duitsland), waar ze de eerste vrouwelijke studente was, en aan de Universiteit van Zürich, maar deze studies maakte ze niet af. Ze schakelde over op zoölogiestudies. In 1902 behaalde ze in München een doctoraat in de zoölogie met als titel Beiträgen zur vergleichenden Entwicklungsgeschichte der Wirbeltierlunge: (amphibien, Reptilien, Vögel, Säuger).
Als zoöloge voerde Moser onderzoek naar rib- en buiskwallen voor diverse, vooral Berlijnse musea zoals het Museum für Naturkunde. Ze voerde wetenschappelijk onderzoek in Frankrijk en Italië en werkte tevens aan de zoölogische collectie van de vorst van Monaco. Later verbleef ze ook in Kroměříž (1918-1927), München (1927-1943) en daarna opnieuw in Zürich, en toonde ze interesse voor de parapsychologie en het occultisme. In 1935 bracht ze het werk Der Okkultismus uit, dat in 1974 werd heruitgegeven onder de titel Das grosse Buch des Okkultismus. In 1950 schreef ze Spuk, Irrglaube oder Wahrglaube?: eine Frage der Menschheit, met een voorwoord van Carl Gustav Jung.

## Werken
- (de)  Beiträgen zur vergleichenden Entwicklungsgeschichte der Wirbeltierlunge: (amphibien, Reptilien, Vögel, Säuger), 1902.
- (fr)  "Cténophores de la baie d'amboine" in Revue Suisse de Zoologie, 16, 1908, 1-26.
- (de)  Japanische Ctenophoren, 1911.
- (de)  "Die Siphonophoren der Adria und ihre Beziehungen zu denen des Weltmeeres" in Sitzungsberichte der Akademie der Wissenschaften in Wien, 126, 1917, 703-763.
- (de)  Die Siphonophoren in Neuer Darstellung, 1922.
- (de)  "Siphonophora" in Handbuch Der Zoologie, 1924, 485-521.
- (de)  Die Larvalen Verhältnisse Der Siphonophoren in Neuer Beleuchtung, 1924.
- (de)  "Die Siphonophoren der Deutschen Südpolar-Expedition 1901-1903. Deutsche Sudpolar-Expedition 17", in Zoologie, vol. 9, nr. 1, 1925, 547.
- (de)  Der Okkultismus, 1935.
- (de)  Spuk, Irrglaube oder Wahrglaube?: eine Frage der Menschheit, 1950.